# San Nicola da Tolentino (Nápoly)
A San Nicola da Tolentino templom Nápolyban.

## Története
1618-ban alapították az egykori Palazzo del Regio Consigliere Scipione De Curtis (Scipione De Curtis királyi tanácsadó palotája) helyén. De Curtis a palotát az Ágoston-rendieknek ajándékozta abból a célból, hogy kórházat alakítsanak ki belőle. A Vezúv 1631-es kitörése után a szerzeteseknek el kellett hagyniuk resinai rendházukat, így a kórház helyet a novíciák számára alapítottak kolostort az egykori palota épületében. A francia uralom alatt (19. század eleje) kitiltották őket Nápolyból, így a kolostor a Szent Márton-rendi szerzetesek birtokába került, majd később a Szent Vince-rendieké lett (1836), akiket 1860-ban szintén elűztek, de a 20. század első felében visszatértek és ismét birtokukba vették az épületegyüttest.
Homlokzatát a loggiás lépcsősor teszi egyedivé. A templombelső díszítéseinek nagy része Domenico Antonio Vaccaro nevéhez fűződik (18. század). A 19. századból származnak Vincenzo Galloppi valamint Domenico Morelli freskói. A templomban volt a Lourdes-i Boldogasszonyt imádó kultusz központja Nápolyban, erről tanúskodnak a bejárat melletti márványtáblácskák, valamint a kórusban a Lourdes-i grottó reprodukciója.